# Rushan
Rushan (乳山市S, RǔshānP) è una città-contea della Cina, situata nella provincia dello Shandong e amministrata dalla prefettura di Weihai.